# Sofia Czarnkowska
Sofia Czarnkowska (Poznań, 12 de março de 1660 – Breslávia, 2 de dezembro de 1701), foi uma nobre polonesa, era mãe da rainha Catarina Opalińska. 
Sua neta, Maria Leszczyńska, casou-se em 1725 com o rei da França Luís XV.

## Casamento e descendência
Em dezembro de 1678, casou-se com João Carlos Opaliński, de quem teve os seguintes filhos:
- Maria Opalińska (1679)
- Catarina Opalińska (1680–1747)
- Natimorto (1681)
- Estanislau Opaliński (1682-1682)

Catarina se casou com Estanislau Leszczyński, Rei da Polônia e Duque de Lorena.